# Bassist
En bassist er en musiker som spiller på bas - f.eks. kontrabas eller el-bas.
| Musik | Spire Denne musikartikel er en spire som bør udbygges. Du er velkommen til at hjælpe Wikipedia ved at udvide den. |